# Benjamin Lo-Pinto
Benjamin Lo-Pinto, né le 11 mars 1976, est un nageur seychellois.

## Carrière
Aux Jeux africains de 1999 à Johannesbourg, Benjamin Lo-Pinto est médaillé d'argent du 100 mètres dos et médaillé de bronze du 200 mètres dos ainsi que du relais 4 x 200 mètres nage libre,.
Il dispute ensuite les Jeux olympiques d'été de 2000 à Sydney, où il est le porte-drapeau de la délégation seychelloise. Il est éliminé en séries du 100 mètres dos.